# Harsányi-énekegyüttes
A Harsányi-énekegyüttes a negyvenes-ötvenes években volt népszerű. Hangulatos előadásmódjukkal sokféle műfajba elkalandoztak: a tánczene, a kabaré, és néha gazdasági témákat népszerűsítő dalokkal. Ezek az ötvenes évek központilag irányított kultúrpolitikájában körülbelül olyan funkciót töltöttek be, mint később a reklám.

## Történet
Alapítója Harsányi Béla (Budapest, 1918. január 30. – Budapest, 1993. december 27.) volt. Szerzőként 57 dalt tart nyilván a nemzetközi szerzői jogvédő intézmény 00013492700 kód alatt.
1947-ben alakult meg Hurricane énekegyüttes néven. Később a szövetséges hatalmak közötti viszony megromlott, és az amerikaias hangzású név előnytelenné vált. Ekkor vették fel a Harsányi-énekegyüttes nevet. Az együttes mindig trió formában működött (a kísérő zenekar változó volt):
- Harsányi Béla
- Dézsi Károly
- Várhelyi Endre (Hódmezővásárhely, 1924. június 25. – Budapest, 1979. július 27.)

Időnként más felállásban is énekeltek:
- Harsányi Béla, tenor
- Antalffy Albert, basszus (Mohács, 1924. április 24. – Budapest, 2013. május 9.)
- Várhelyi Endre, basszus

Antalffy és Várhelyi később operaénekesi pályára léptek. Ettől kezdve közös fellépéseik esetlegesekké váltak, Harsányi Béla dalszerzőként tevékenykedett tovább, kuplékat, kabarétréfákat írt.
Harsányi Béla felesége Szöllősi Ágnes, táncosnő, koreográfus volt.

## Dalaik
Az együttes mindkét neve alatt készült számait kiadták CD-lemezen: Nevet a zenekar. A lemezlista:
Egy csasztuska jellegű dal részlete:
- Jack McVea (en) – G. Dénes György: Gyere, Mihály nyiss kaput (en)
- Réti Pál – Gách László: Hős torreádor
- Harsányi Béla – Brand István: Nagymami T-007.004.554-3
- Kutas Ede – Rákosi János: Hej, Natasám
- Breitner János – Salver Béla: Mondja, mikor lesz szerencsém ISWC T-007.089.660-4
- Háber Alfréd – Harsányi Béla: Ahmed
- Garai Imre: Három kamasz
- Vaszilij Szolovjov-Szedoj – Zoltán Pál: A medve
- Szerdahelyi Zoltán–Erdőfi Imre: A Bögre Jóska mesél T-007.009.261-3
- Harsányi Béla: Pató Pál fémet gyűjt I. T-007.104.294-8
- Harsányi Béla: Pató Pál fémet gyűjt II.

- Harsányi Béla – Majláth Jenő: Mindig van kiskapu T-007.006.820-0
- Jupp Schmitz – Johnny Bartels – Harsányi Béla: Van a zenekarunkban Wir, wir, wir haben ein Klavier[4] [* 1]
- Aram Hacsaturján – Gács László: Kardtánc (en)
- George Tibbles (en) – Ramey Idriess – G. Dénes György: Favágók dala (en) The Woody Woodpecker Song
- Apor László – G. Dénes György: Diogenész
- August Msarurgwa(en) – Tom Glazer – G. Dénes György: Afrika (en)

- Bágya András – Harsányi Béla: Kérek egy autogrammot T-007.000.563-8
- G Dénes György – Harsányi Béla: Eperfagyi T-007.004.432-4

- G Dénes György – Harsányi Béla: Dehogy dehogy T-007.003.359-8
- Gém Dénes György – Harsányi Béla: Egy régimódi kifiúnak sorsa nagyon nehéz. T-007.004.133-6

- Harsányi Béla – G. Dénes György: Nyugi-bugi T-007.095.635-2
- Majláth Júlia – Harsányi Béla: Hippidié T-007.004.553-2
- Majláth Júlia – Harsányi Béla: Csak igazi jazz (Tam tam tam) T-007.004.551-0
- Bágya András – Harsányi Béla: Valami van T-007.001.127-6
- Visky János – Harsányi Béla: Hüvelyk Matyi T-007.137.034-7
- Pártos Jenő: Pityu [* 2]
- Harsányi Béla – Pártos Jenő: A három jóbarát
- Nádas Gábor – Harsányi Béla: Nevet a zenekar
- Nádas Béla – Harsányi Béla: Nevet a zenekar T-007.007.351-6
- Hajdu Júlia – Csorna Béla: Vasárnap este
- Harsányi Béla – Gém Dénes György: Uhu, a bölcs bagoly T-007.161.436-2
- Fényes Szabolcs – Szenes Iván: Gyere, pajtás sportolj (Civil a pályán c. filmből)[5]

Információ az OSzK-ban

### Közreműködések
Harsányi Béla: Gesztenyepüré − Nagy Natália, Mesebeli Afrika
Jupp Schmitz–Jonny Bartels–Harsányi Béla: Van a zenekarban egy zongorista lány (Wir, wir, wir haben ein Klavier)
Harsányi Béla: Vasgyűjtés (MÉH)
Harsányi Béla–G. Dénes György: Az ember dúdol a kádban (Rátonyi Róbert, Jereb együttes)
Harsányi Béla: Totó egyveleg, Pártos Jenő: Öltözzék ízlésesen, Harsányi Béla: Fürdő-egyveleg (Vadas Zsuzsa és Rátonyi Róbert)
Berki Géza–Harsányi Béla: Nagymami Földesi Judit és a Zenemanók Hóvirág duó (Koncz Zsuzsa–Gergely Ágnes)
Harsányi Béla – G. Dénes György: A mi utcánk (Vámosi János–Záray Márta) A mi utcánk ó, de szép T-007.004.437-9
Harsányi Béla – G. Dénes György: Apu mesélj (Apu, most én mondok mesét, Kószás László) T-007.004.552-1
Vic (Victor) Mizzy–Milton Drake–Harsányi Béla–G. Dénes György: Csokoládé (Hollós Ilona, Ákos Stefi), eredeti címe: Hotta Chocolotta
Rocco Granata-Hadai Győző-Harsányi Béla: Marina
Harsányi Béla: Operaparódia (Domahidi László)
Harsányi Béla: Házmesterdalnokok (operaparódia)
Kyu Sakamoto–Harsányi Béla–G. Dénes György: Sukiyaki (Sárosi Katalin), Toldy Mária
Géczy József–Harsányi Béla: Tranzisz-sztori (Syrius együttes)
A későbbi dalok gyűjteményes kiadásban jelentek meg. Az egyik: Nyertem a Totón – Régi idők reklámdalai. A másik: Legendák – A 60-as évek gyermekdalai.